# Onychostoma virgulatum
Onychostoma virgulatum är en fiskart som beskrevs av Xin, Zhang och Cao 2009. Onychostoma virgulatum ingår i släktet Onychostoma och familjen karpfiskar. Inga underarter finns listade i Catalogue of Life.